# Hokkō Kagaku Kōgyō
Hokkō Kagaku Kōgyō K.K. (jap. 北興化学工業株式会社, Hokkō Kagaku Kōgyō kabushiki kaisha, engl. Hokko Chemical Industry Co., Ltd.) ist ein japanisches Chemieunternehmen.
Hokko stellt Feinchemikalien wie Phosphine, Zwischenprodukte für Duftstoffe und Pflanzenschutzmittel, Borverbindungen, Grignard-Verbindungen und Zuckeralkohole sowie die Fungizide Imibenconazol und Probenazol her.
Hokkos Pflanzenschutzmittel werden in Japan über die Kooperative Zen-Noh vertrieben.